# Mikis Theodorakis
Mikis Theodorakis (řecky Μίκης Θεοδωράκης; 29. července 1925 Chios – 2. září 2021 Athény) byl řecký hudební skladatel. Známým se stal především hudbou k hollywoodskému filmu Řek Zorba. V anketě Velcí Řekové (řecky Μεγάλοι Έλληνες, Megali Ellines), kterou roku 2009 pořádala stanice Skai TV a která hledala největší osobnosti řecké historie, počítaje v to dějiny starověkého Řecka, se umístil na 11. místě.

## Raná kariéra
Mikis Theodorakis se narodil 29. července 1925 na ostrově Chios. Jeho otec pocházel z Kréty, matka byla maloasijská Řekyně z města Krini (dnes Çeşme, Turecko). Své mládí strávil v různých částech Řecka, na ostrově Lesbos, v Ioannině, Kefalonii, Pyrgu, Patře a hlavně v Tripolisu, kde uspořádal první koncert. Později odešel do Atén, kde se zúčastnil řeckého odboje proti fašistické okupaci. V Aténách i vystudoval. Během Řecké občanské války byl poslán do vyhnanství na ostrov Ikaria, později na Makronisos. Později odešel na Krétu a do Paříže, kde dokončil studia. V roce 1960 se vrátil do Řecka, a právě tímto obdobím začíná vrchol jeho kariéry. Skládal hudbu na podnět řeckých básníků, jakými byli Odysseas Elytis, Jorgos Seferis, Janis Ritsos či Iakovos Kambanellis. Theodorakisovův význam vzrůstal, vstoupil i do řecké komunistické strany.

## Sirtaki
V roce 1964 byl Theodorakis pověřen složit hudbu pro film Řek Zorba, režírovaný Michalim Kakojannim. Theodorakis složil píseň „Zorba“, také známý jako Zorba's Dance, a tím vytvořil i řecký styl sirtaki. Sirtaki vycházelo z řeckého stylu 20.–40. let rembetiko, jakož i z konstantinopolského chasapika. Tento styl dále rozvinul Jorgos Provias. Píseň Zorba byla inspirována krétskou písní Armenochorianos syrtos, kterou složil krétský skladatel Jorgos Kutsurelis. Hlavním nástrojem v písni Zorba bylo buzuki, které se i díky této písni zpopularizovalo v celém Řecku a dodnes je to nejpopulárnější nástroj. Theodorakis složil množství dalších písní ve stylu sirtaki, které jsou známé i v zahraničí jako Doxa to theo (Chvála Bohu), Strose to stroma su (Ustel si postel), Sto perijali to krifo (V skrytém přístavu), Ena to chelidoni (Jedna vlaštovka) a Varka sto jalo (loďky v přístavu). Theodorakisovy písně nazpívali nejznámější řečtí zpěváci jako Giorgos Dalaras či Grigoris Bithikotsis.

## Pozdější roky
V roce 1967 byl Theodorakis opět poslán do domácího vězení i se svou ženou Myrto, protože se angažoval proti tehdejšímu řeckému diktátorovi Georgiu Papadopulovi. Theodorakis byl umístěn do arkadské vesnice Zatuna. Až po proslovu hudebních osobností, jakými byli Leonard Bernstein či Arthur Miller byl Theodorakis osvobozen a odešel do Paříže. I během diktátorského režimu vytvořil Theodorakis různá známá díla, například písně Ta laika, které byly v oblíbeném stylu syrtaki. V roce 1974, po pádu diktátorského režimu, se opět vrátil do Řecka. Začal se angažovat v politice. V letech 1990–1992 zastával post ministra kultury ve vládě Konstantina Mitsotakise. Složil i operu, Dionýsova proměna, podle literární předlohy spisovatele Kosty Kariotakise, jakož i balet s názvem Řek Zorba, který měl premiéru ve Veroně. Jeho další opery jsou trilogie Midea, Ilektra a Andigoni, které vyvrcholily v díle Lysistrata. Složil i hudbu pro film Ifigenie, kde hrála i Irene Papasová. Složil také olympijskou hymnu pro Olympijské hry v Barceloně.
Poté se Theodorakis věnoval především psaní knih. Stál také na čele organizace protestující proti vládním úsporným opatřením kvůli dluhové krizi v Řecku. Zemřel 2. září 2021 v Athénách.